# محمد ياسين الحكيري
محمد ياسين الحكيري مصارع تونسي من مواليد 1 سبتمبر 2003. تحصل في 8 جويلية 2023 على الميدالية الفضية في دورة الألعاب العربية 2023.

## مواضيع ذات صلة
- دورة الألعاب العربية 2023